# آل بودنبروك صعود وانهيار عائلة
آل بودنبروك صعود وانهيار عائلة (بالألمانية: Buddenbrooks. Verfall einer Familie) رواية من تأليف الكاتب الألماني توماس مان، نُشرت للمرة الأولى في عام 1901, صدرت الترجمة العربية في ثلاثة أجزاء، عن بيت الياسمين للنشر والتوزيع، وترجمة محمد أبو رحمة
تصور الرواية تراجع عائلة تجارية برجوازية غنية من شمال ألمانيا بالتحديد من مدينة لوبك على مدى أربعة أجيال، ويظهر التراجع بشكل واضح في شخصية كريستيان بودنبروك والآخر هانو بودنبروك. في كتابة الرواية استلهم مان الكثير من تاريخ عائلته (عائلة مان لوبك). المدينة التي يعيش فيها عائلة بودنبروك في الرواية تشترك في الكثير من أسماء الشوارع وتفاصيل أخرى مع مدينة لوبك موطن مان الأصلي، مع ذلك لا تذكر الرواية اسم لوبك.
بودنبروك هي رواية توماس مان الأولى، نُشرت في عام 1901 عندما كان يبلغ من العمر 26 سنة، مع نشر الطبعة الثانية في عام 1903 كانت الرواية قد لاقت نجاحاً كبيراً قاد توماس مان إلى الحصول على جائزة نوبل للآداب في عام 1929، فعلى الرغم من أن جائزة نوبل لا تمنح بسبب عمل محدد، حددت الأكاديمية السويدية رواية بودنبروك كسبب رئيسي لحصوله على الجائزة.
بدأ توماس مان كتابة الرواية في أكتوبر من العام 1897 وكان يبلغ من العمر وقتها 22 سنة، اكتملت الرواية خلال ثلاث سنوات في يوليو 1900، ونُشرت في أكتوبر 1901. كان هدفه كتابة رواية عن الصراع بين عالمي رجال الأعمال والفنانين، قُدمت كملحمة أُسرية. كان مان يأمل من خلال هذه الرواية أن يتجاوز نجاح أخيه الأكبر هاينريش مان، الذي حقق نجاحاً نسبياً في روايته «في عائلة» (In einer Familie، 1894) والذي كان يعمل في نفس الوقت على رواية أخرى حول المجتمع البرجوازي الألماني «في بلدة التنابلة» (Im Schlaraffenland، 1900)، من الممكن اعتبار بودنبروك رواية مان الأكثر شعبية، لاسيما في ألمانيا، حيث أن في تلك الفترة كانت لصورة الحياة البرجوازية الألمانية في القرن التاسع عشر شعبية كبيرة.

## نبذة عن الرواية
آل بودنبرك،صعود وانهيار عائلة" رواية للكاتب الألماني المعروف توماس مان وقد نُشرت أول مرة عام 1901 وتحولت إلى عدّة أفلام وتمَّ ترجمتها إلى العديد من اللغات. تحكي الرواية قصّة أربعة أجيال متتابعة من “آل بودنبروك” وهم يتعرضون لمحنة مالية تعصف بمكانة أسرتهم المالية والاقتصادية التي كانت تتمتع بها الأسرة في مدينة لوبوك شمال ألمانيا. جان بودنبروك، حسب الرواية، كان تاجراً ناجحاً لم يعرف في مسيرة حياته العملية سوى الصفقات الناجحة التي تدر أرباحاً طائلة... غير أن الرياح تأتي بما لا تشتهي السفن، حيث تتغير الأوضاع وتنقلب الأمور، حيث يمنى القنصل جان بالخسائر، ليدرك حينها أن الزمن لم يعد في صفه بل في صف خصمه هاغنشتروم. وتعرض هذه الرواية صورة لعالم المال والاقتصاد، كما تسعى إلى التركيز على التحولات التجارية والاقتصادية التي شهدها مطلع القرن العشرين... ولعل أكثر شيء يثير الدهشة هو التشابه الكبير بين أحداث الرواية وبين الأوضاع الاقتصادية الحالية، حيث الأزمة المالية التي تعصف بالاقتصاد العالمي. "آل بودنبرك" ليست مجرَّد رواية بل هي ملحمة العصر الحديث الفريدة، وإحدى روائع القرن العشرين الروائية التي أدت بمؤلفها إلى الفوز بجائزة نوبلعام 1929 باعتبارها دُرة فنية يزهو بها الأدب الألماني. وهي الرواية الألمانية الواقعية بلا منازع.

## الشخصيات
تتناول الرواية سيرة عائلة بودنبروك عبر أربعة أجيال، وتبرز شخصيات محورية لكل جيل تعبّر عن مسار الانحدار التدريجي للعائلة البرجوازية. من بين أبرز الشخصيات: يوهان بودنبروك الجد، مؤسس ثروة العائلة، رجل صارم ومؤمن بقيم العمل والتقوى؛ ثم ابنه يوهان الابن، الذي يسعى للمحافظة على الإرث دون القدرة على التكيف مع التغيّرات؛ بينما يُعدّ توماس بودنبروك، حفيده، الشخصية المركزية في الرواية، إذ يتولى إدارة أعمال العائلة ويجسد التوتر بين الواجب العائلي وطموحاته الشخصية، إلى أن يقوده الإرهاق النفسي والجسدي إلى الانهيار. في المقابل، يظهر كريستيان بودنبروك، شقيق توماس، كشخصية هاربة من المسؤولية، تميل إلى اللهو والانحلال، مما يعكس بداية التفكك الداخلي للأسرة. أما توني بودنبروك (أنتونيا)، فهي الأخت الوحيدة، وتعكس من خلال زيجاتها الفاشلة صراع القيم التقليدية مع المجتمع المتغيّر. وتُختتم السلسلة بـ هانو بودنبروك، ابن توماس، الطفل الحالم والضعيف، الذي يمثل الجيل الأخير، إذ يغلب عليه الحس الفني والانطواء، ويموت في سن مبكرة، مما يرمز إلى نهاية السلالة وانهيار الطبقة البرجوازية.

## احداث الرواية
بدأ الرواية في عام 1835، حين تجتمع عائلة بودنبروك في مدينة لوبيك للاحتفال بشراء منزل جديد، في رمز لبداية الازدهار العائلي. مع تقدم الزمن، يُظهر الجيل الثاني، متمثلًا في يوهان الابن، علامات التصلب الاجتماعي والجمود الأخلاقي، رغم التمسك الظاهري بالتقاليد. تتوالى الأحداث لتصل إلى الجيل الثالث، حيث يتولى توماس بودنبروك إدارة الشركة العائلية بعد وفاة والده، ويقودها إلى نجاحات مؤقتة، لكنه يعاني من ضغط المسؤولية، والانفصال العاطفي عن أسرته، خصوصًا زوجته غيردا. تتكرر خيبات توني بودنبروك في الزواج، إذ تنفصل عن زوجين اختارت كلًا منهما بدافع الواجب الاجتماعي، ما يرمز إلى تصدّع منظومة القيم العائلية. لاحقًا، يغرق شقيق توماس، كريستيان، في اللهو والمرض النفسي، وتُجرّد العائلة من مكانتها تدريجيًا. يبرز الحدث المفصلي في الرواية مع ولادة هانو بودنبروك، الطفل الحالم والموسيقي، الذي لا ينسجم مع عالم التجارة والعائلة، ويموت صغيرًا بسبب المرض، مما يرمز إلى نهاية السلالة وسقوط البرجوازية القديمة. تُختتم الرواية عام 1877 بإغلاق الشركة العائلية، في مشهد يكتنفه الحزن والتأمل، حيث يتحوّل الانهيار الاقتصادي والاجتماعي إلى تأمل فلسفي في معنى الحياة، والزوال، والعبثية.

## الدراسات النقدية للرواية
تناولت العديد من الدراسات النقدية رواية آل بودنبروك لتوماس مان بوصفها عملاً مفصليًا في الأدب الألماني الحديث، يعكس تحوّلات القيم البرجوازية وانهيارها. يرى إريك هيلر في كتابه The Disinherited Mind أن الرواية تُجسّد أزمة روحية حادة وانفصالاً عن القيم التقليدية، في حين يُبرز T.J. Reed في Thomas Mann: The Uses of Tradition قدرة مان على المزج بين الشكل الروائي الواقعي والرمزية الفلسفية العميقة. من جهة أخرى، يقدّم هيرمان كورزكه في دراسته Das Leben als Kunstwerk قراءة ذات طابع سير ذاتي، حيث يرى انعكاسًا واضحًا لحياة مان الخاصة، خاصة في شخصية هانو. أما سوزان برانتلي، في Understanding Thomas Mann، فترى أن الرواية لا تقتصر على تأريخ أسرة، بل تتناول قضايا الزمن والانهيار الحضاري. ويجمع Harold Bloom في كتابه Modern Critical Views مقالات نقدية تسلط الضوء على الأبعاد النفسية والاجتماعية والرمزية للعمل، لا سيما موضوع "الفنان المريض" والانحدار الجيلي. أخيرًا، يربط بيتر غاي في Weimar Culture: The Outsider as Insider بين الرواية والتوترات الثقافية التي سبقت الحرب العالمية الأولى.

## الجوائز عن الكتاب
حصل توماس مان على جائزة نوبل في الأدب عام 1929، وكان السبب الرئيسي المذكور في حيثيات الجائزة هو رواية "آل بودنبروك"، التي اعتُبرت إنجازًا أدبيًا كبيرًا يعكس "تحليلًا عميقًا لنفسية الإنسان الأوروبي، وتصويرًا فنيًا راقيًا لانهيار الطبقة البرجوازية". وقد أثنى النقاد على قدرة الرواية في الربط بين الأسلوب الواقعي والتحليل النفسي والرمزية الفلسفية، مما منحها مكانة كلاسيكية في الأدب الألماني والعالمي.

## وصلات خارجية
- بودنبروك. قصة انهيار عائلة على موقع الموسوعة البريطانية (الإنجليزية)

| - بودنبروك. قصة انهيار عائلة، على كتب جوجل. - بودنبروك. قصة انهيار عائلة، على مشروع جوتنبرج. - بودنبروك. قصة انهيار عائلة، على أرشيف الإنترنت. - بودنبروك. قصة انهيار عائلة، على الفهرس العالمي. | - بودنبروك. قصة انهيار عائلة، على مكتبة جامعة هارفارد. - بودنبروك. قصة انهيار عائلة، على جود ريدز. - بودنبروك. قصة انهيار عائلة، على مكتبة جامعة ميشيغان. - بودنبروك. قصة انهيار عائلة، على موقع أمازون. |